# المهرجون الثلاثة
المهرجون الثلاثة (بالإنجليزية: The Three Stooges)‏ فرقة استعراضية مسرحية كوميدية أميركية نشطت في الفترة من 1928 حتى عام 1970، قدمت 190 فليم قصير من إنتاج وتوزيع شركة كولومبيا بيكتشرز التي تم بثها على التلفزيون منذ عام 1958.
كانت شخصية مو هوارد ولاري فاين هما الشخصيتين التي ظلت أساسية طوال فترة الفرقة التي امتدت لما يقرب من 50 عامًا،
ويكمل الثلاثي شخصية شيمب هوارد، أو شخصية كيرلي هوارد، أو شخصية جو بيسر، أو"كيرلي جو" ديريتا.
بدأ العمل في أوائل العشرينيات من القرن الماضي كجزء من عرض كوميدي فودفيل يوصف بأنه "تيد هيلي ومضحكيه"، ويتألف في الأصل من تيد هيلي ومو هوارد، بمرور الوقت انضم إليهم شقيق مو، شيمب هوارد، ثم لاري فاين. ظهر الأربعة في فيلم روائي طويل واحد، Soup to Nuts، قبل أن يغادر شيمب لممارسة مهنة فردية. تم استبداله بشقيق مو الأصغر، جيروم "كيرلي" هوارد، في عام 1932. بعد عامين، بعد الظهور في العديد من الأفلام، غادر الثلاثي هيلي ووقعوا للظهور في أفلامهم الكوميدية القصيرة الخاصة بشركة كولومبيا بيكتشرز، والتي توصف الآن بأنها "الثلاثة المضحكين". من عام 1934 إلى عام 1946، أنتج مو ولاري وكيرلي أكثر من 90 فيلمًا قصيرًا لكولومبيا.

## روابط خارجية
- المهرجون الثلاثة فيلموغرافيا على الإنترنت
- موقع المهرجون الثلاثة الرسمي (من قبل شركة سي 3 الترفيه)
- ذا ستوجيوم (متحف الثلاثة المضحكين)
- المهرجون الثلاثة متوفر للتحميل المجاني على أرشيف الإنترنت
- Portrait (2009) of The Three Stooges (with Shemp) by noted illustrator درو فريدمان
- Interview with Moe Howard on new success with the younger generation from the Ocala Star-Banner – February 22, 1959 accessed via Google News
- المهرجون الثلاثة على موقع IMDb (الإنجليزية)
- المهرجون الثلاثة على موقع الموسوعة البريطانية (الإنجليزية)
- المهرجون الثلاثة على موقع ميوزك برينز (الإنجليزية)
- Dan Barry (13 أبريل 2012). "Even the Three Stooges Needed Second Fiddles". نيويورك تايمز. مؤرشف من الأصل في 2017-11-10.